# Theodor Boveri
Pour les articles homonymes, voir Boveri.
Theodor Heinrich Boveri est un biologiste allemand, né le 12 octobre 1862 à Bamberg (royaume de Bavière) et mort le 15 octobre 1915 à Wurtzbourg.
Il fait ses études primaires à Bamberg, secondaires à Nuremberg et supérieures à Munich. Il ne quitte sa Bavière natale que pour se marier aux États-Unis en 1897 et pour des séjours de travail à la station zoologique de Naples.
Ses parents, Theodor Boveri et Antonie Elsner, ont quatre fils : Albert, Theodor, Walter et Robert. Walter Boveri (1865-1924) est le cofondateur de la société suisse Brown, Boveri et Cie, devenue Asea-Brown-Boveri (ABB) en 1988.
Theodor Boveri fait ses études à l'université Louis-et-Maximilien de Munich à partir de 1881. Il travaille en même temps comme assistant à l'institut d'histologie. Il passe sa thèse avec mention en 1885 et obtient une bourse de recherche, le stipendium Lamont, pour 5 ans. Il rejoint l'institut de zoologie de Munich et commence son travail sur les chromosomes. En 1890, il fait une grave dépression qui l'empêche de travailler pendant un an.
En 1893, il est nommé professeur de zoologie et directeur de l'institut de zoologie de l'Université de Wurtzbourg.
En 1898, Theodor Boveri a épousé Marcella O'Grady (1863-1950), chercheuse américaine, première femme diplômée du Massachusetts Institute of Technology, assistante du biologiste cellulaire américain Edmund Beecher Wilson. Marcella fut sa collaboratrice permanente. Leur unique fille, Magret Boveri (1900-1975), fut une célèbre journaliste allemande.
Selon ses propres termes, Theodor Boveri a consacré sa vie à l'analyse « des processus par lesquels un nouvel individu avec des caractéristiques propres est créé à partir du matériel génétique de ses parents » (1910).
Son nom est associé à celui de Walter Sutton pour la découverte de la théorie chromosomique de l'hérédité.
À partir de 1912, il est impliqué dans la création de la Société Kaiser-Wilhelm à Berlin mais renonce à la direction de cet Institut à cause de sa santé défaillante.
Il meurt prématurément de maladie, probablement infectieuse, le 15 octobre 1915 à l'âge de 53 ans.

## Biographie

### Enfance et adolescence
Theodor Boveri est né le 12 octobre 1862 à Bamberg en Bavière, deuxième fils d'une famille de la classe moyenne. sa mère s'appelait Antonie Elsner. Son père, Johan Eugen Theodor Boveri, était médecin mais exerçait peu. Il vivait de la vente des propriétés qu'il avait reçues en héritage. Ce patrimoine s'est trouvé rapidement épuisé et la famille a connu de sérieuses difficultés financières. Seul le fils aîné, Albert, a fait ses études aux frais de ses parents. Les autres fils ont dû soit suivre des enseignements gratuits, soit bénéficier de bourses,,,.
Theodor va à l'école primaire et au collège à Bamberg. En octobre 1875, à 13 ans, il entre en section littéraire dans un lycée de Nuremberg. Il est hébergé dans la famille de Robert Steuer, un ami de son père, fondateur et directeur de l'école municipale de musique. Theodor donne aussi des cours de musique. Il revient dans sa famille à Bamberg pour les vacances d'été. Il termine ses études secondaires, diplômé avec mention en 1881.

### Caractère
Les biographes de Boveri décrivent un jeune homme aux cheveux blonds foncés et aux yeux gris-bleu. Il dessinait et peignait avec talent, si bien qu'il a envisagé devenir artiste peintre. Il jouait aussi de plusieurs instruments de musique. Ses qualités de dessinateur apparaissent clairement dans ses dessins scientifiques. Dans les discussions, il ne cherchait pas à s'imposer mais était un débatteur persuasif. L'amitié a joué un grand rôle dans la vie de Boveri. Il était un très bon épistolier et a laissé une multitude de lettres à ses confrères, à son frère Walter et à sa belle-sœur.

### Études universitaires et premières recherches à Munich
En 1881, Theodor Boveri commence des études d'histoire et de philosophie à l'Université Louis-et-Maximilien de Munich. Cependant, s'il a appris le latin au lycée, il ne connait pas le grec. Il se met donc au grec qu'il apprend en 9 mois. Il est reçu avec mention à l'examen de fin des humanités. Il gagne ainsi son admission au Maximilianeum, une institution bavaroise pour les étudiants brillants, qui lui fournit gratuitement le gîte et le couvert pendant plusieurs années, ce qui lui permet d'être moins dépendant de la situation financière de plus en plus difficile de ses parents. Pendant ses études, il travaille à temps partiel, probablement pour des raisons financières, au laboratoire d'anatomie et d'histologie dirigé par le professeur Karl Wilhem von Kupffer. Ce dernier le prend en affection et veille paternellement sur lui. Il fait la connaissance d'August Pauly, un zoologiste de 12 ans son aîné, acquis à la théorie de l'évolution de Lamarck et qui restera un ami de toute sa vie. En 1885, Boveri soutient à la faculté des sciences naturelles, sa thèse de doctorat intitulée Contributions à la connaissance des fibres nerveuses. Il est reçu avec la mention summa cum laude,. Pauly commente la thèse ainsi : « Je m'attendais à un exposé sec d'histologie et j'ai trouvé quelque chose de grande valeur. Chaque mot, chaque partie de l'exposé est abouti, intelligent et mûr. Il est rare qu'un aussi bon exposé sorte de la plume d'un si jeune homme. Il démontre un « œil microscopique » affiné et une compréhension tout aussi pointue pour la matière observée. »
Au printemps 1885, Boveri obtient une bourse de recherche de cinq ans qui a ensuite été prolongée de deux ans, le stipendium Lamont. Nommée en l'honneur du fondateur de la bourse, Johan Lamont, en 1854, elle devait servir « à la formation des jeunes chercheurs qui étaient catholiques et natifs de Bavière ». La bourse est une énorme chance. Elle lui permet de se consacrer entièrement au sujet de recherche de son choix et le libère de toute préoccupation financière. En mai, il quitte le département d'anatomie et rejoint l'institut de zoologie dirigé par Richard Hertwig, qui l'initie à la biologie de la division cellulaire. Il commence son travail sur les chromosomes. Fin novembre 1887, il passe son habilitation de zoologie et d'anatomie comparée,,

### Dépression en 1890
En 1890, Theodor Boveri père tombe malade alors qu'il a dépensé la fortune familiale et accumulé de lourdes dettes. Ses fils Theodor, et Walter, avec la bonne volonté des créanciers, évitent la faillite de leurs parents. Cependant, Theodor Boveri fils, âgé de 27 ans, est lui-même malade et atteint d'une grave dépression nerveuse. Il a énormément travaillé depuis cinq ans et est épuisé. Il se considère lui-même comme faisant partie des gens « qui ne peuvent vivre qu'à la limite de leur possibilité de réaliser leurs projets ». De la mi-1890 à l'été 1891, il est incapable de travailler. Sa situation est critique car il arrive au terme de sa bourse. Heureusement, elle est prolongée de deux ans.
En octobre 1891, il prend le poste d'assistant précédemment occupé par Pauly à l'Institut de Zoologie. Ce poste lui permet de reprendre pied. Ses travaux lui valent déjà une renommée internationale. C'est à ce moment que le biologiste américain Edmund B. Wilson vient lui rendre visite à Munich et lui propose un poste de professeur à l'Université Clark aux États-Unis. Boveri, se sentant encore fragile, refuse la proposition. Mais de retour aux États-Unis, Wilson lui envoie régulièrement des étudiants en stage.

### Professeur à Wurzbourg
Le 1er janvier 1893, Boveri reçoit une lettre de Julius Sachs, professeur de Botanique à l'Université de Wurzbourg, lui demandant la liste de ses publications parce qu'il veut le proposer pour un poste de professeur à l'Université de Wurzbourg. Début février, il est convoqué pour un entretien avec le ministre. Il écrit à sa belle-sœur Victoire, épouse de Walter : « Je ne suis tout simplement pas un optimiste, mais… compte tenu des circonstances, je considère l'affaire comme gagnée…  La position à Wurzbourg est très agréable à tous égards. L'institut notamment est très beau et bien aménagé. »
Le 22 mars 1893, Theodor Boveri est nommé professeur de Zoologie et d'Anatomie comparée à l'Université de Wurzbourg. Bien qu'il ait été invité par d'autres institutions, Boveri est resté à Wurzbourg jusqu'à sa mort. Sa carrière de recherche est donc financièrement assurée. À partir de 1894, Boveri reçoit beaucoup d'étudiants, surtout américains. En 1896, son confrère et ami Wilson lui envoie Marcella O'Grady, son ancienne assistante à Bryn Mawr College. Marcella O'Grady, qui a un an de moins que Boveri, est professeur à Vassard College. Mais Boveri subit une attaque sévère de rhumatisme avec paralysie du bras droit qui le conduit à l’hôpital. Il écrit à sa belle-sœur : « Mon étudiante américaine est venue me voir à plusieurs reprises. Maman redoute déjà mon amitié pour elle. »
En juin 1897, Boveri écrit à sa belle-sœur qu'ils sont maintenant fiancés. Le mariage a lieu à Troy, dans l’État de New York, le 4 octobre 1897. Deux biographes de Boveri, Fritz Balzer et Leopold von Ubisch, rapportent que Marcella O'Grady a pris une part active dans les recherches de son mari,.
Au tournant du siècle, Boveri, scientifiquement célèbre, devient de plus en plus impliqué dans l'administration de l'Université. Il est membre du Sénat et du Comité des nominations. Il est aussi sollicité par plusieurs autres universités. En 1911, il réfléchit sérieusement à une offre de Fribourg mais il décide de ne pas donner suite. Peu de temps après on lui offre de prendre la tête du projet de constitution de l'Institut Kaiser Wilhelm à Berlin. Il est réticent mais finalement s'implique dans les plans de construction et d'organisation. Il propose les noms des chercheurs qui doivent diriger les différents départements. Ses propositions sont retenues : Max Hartmann (1876-1962) comme directeur du département des Protozoaires, Richard Goldschmidt (1878-1958) pour la Génétique, Hans Spemann (1869-1941) pour la Physiologie et Otto Warburg (1883-1970) pour la Biochimie. Les deux derniers recevront le prix Nobel de Physiologie et Médecine.
Boveri subit un nouvel accès de rhumatisme avec paralysie du côté droit. Compte tenu de sa santé précaire, il renonce à la direction de la Société Kaiser Wilhelm et reste à Wurzbourg.  En août 1915, il se fait opérer d'un calcul à la vésicule biliaire. En septembre, il a de la fièvre et une pleurésie est diagnostiquée. Il meurt le 15 octobre 1915, à l'âge de 53 ans.
Les causes de sa mort restent controversées. Sur la base des indications données par Boveri dans ses lettres, il était infecté par Ascaris lumbrocoides sur lequel il avait fait des expériences. Ni Baltzer, ni sa fille Margret ne font état de cette maladie, sans doute parce qu'il ne convenait pas qu'un si grand biologiste meure d'un accident de laboratoire aussi douloureux. Mais comme le reconnait Boveri lui-même : « Voilà que les créatures dont vous vous êtes occupés se mettent à s'occuper de vous. » (Lettre à Spemann du 2 juillet 1915).

## Travaux scientifiques
Les contributions scientifiques de Theodor Boveri (1862-1915) se situent à la frontière de la cytologie, de l'embryologie et de la génétique.
De 1880 à 1882, Eduard Adolf Strasburger (1844-1912) et Boveri décrivent la constance du nombre des chromosomes au sein d’une espèce donnée.
Inspiré par les travaux d'Édouard van Beneden (1846-1910), il entreprend à partir de 1885 des recherches sur les œufs d'un ver rond, Parascaris equorum, qui lui permettent d'établir l'individualité des chromosomes, leur persistance au-delà des phases perceptibles de la division nucléaire, et la contribution en nombre égal des chromosomes de l'ovule et du spermatozoïde au noyau de l'œuf fécondé.
Il est l'auteur en 1887 de la loi de réduction chromatique (une phase de la méiose). En 1900, il démontre la justesse de la théorie de Walter Sutton (1877-1916).
Il a donné son nom à la théorie chromosomique de l'hérédité de Sutton et Boveri.